# Global Nest
Global Nest — міжнародна асоціація вчених, технологів, інженерів та інших зацікавлених груп, що беруть участь в усіх наукових і технологічних аспектів навколишнього середовища, а також у застосуванні методів, спрямованих на сталий розвиток. Головною метою організації є підтримка та сприяння поширенню інформації про найсучасніших методів для поліпшення якості життя на основі розробки і застосування технологій і політики, дружньої до навколишнього середовища.
Організація випускає однойменний журнал.